# Vòng loại Giải vô địch bóng đá nữ U-16 châu Á 2011
Vòng loại Giải vô địch bóng đá nữ U-16 châu Á 2011 diễn ra từ tháng 10 tới tháng 12 năm 2010 nhằm chọn ra các đội tuyển tham dự vòng chung kết.

## Vòng một

### Bảng A
Diễn ra tại Philippines.
| Đội         | Tr | T | H | B | BT | BB | HS  | Đ  |
| ----------- | -- | - | - | - | -- | -- | --- | -- |
| Việt Nam    | 4  | 4 | 0 | 0 | 33 | 0  | +33 | 12 |
| Guam        | 4  | 3 | 0 | 1 | 8  | 6  | +2  | 9  |
| Philippines | 4  | 2 | 0 | 2 | 9  | 5  | +4  | 6  |
| Singapore   | 4  | 1 | 0 | 3 | 7  | 13 | −6  | 3  |
| Đông Timor  | 4  | 0 | 0 | 4 | 0  | 33 | −33 | 0  |

| Việt Nam | 9–0     | Singapore |
| --- | ------- | --------- |
| Lê Hoài Lương 14', 39' · Phan Thị Trang 25', 73', 90+1' · Nguyễn Diễm Hằng 38' · Chương Thị Kiều 51', 66' · Trịnh Hà Trang 55' | Báo cáo |           |

| Đông Timor | 0–4     | Guam                                        |
| ---------- | ------- | ------------------------------------------- |
|            | Báo cáo | Ungacta 35' · Martinez 42', 73' · Kukes 75' |

| Guam                       | 2–0     | Philippines |
| -------------------------- | ------- | ----------- |
| Kukes 33' · Martinez 45+1' | Báo cáo |             |

| Đông Timor | 0–16    | Việt Nam |
| ---------- | ------- | --- |
|            | Báo cáo | Chương Thị Kiều 1', 10', 33', 39' · Phan Thị Trang 12' · Nguyễn Thị Thảo Anh 20' · Nguyễn Diễm Hằng 23', 62', 68', 81' · Hoàng Thị Thảo 29', 31', 35', 72', 88' · Trịnh Hà Trang 78' |

| Philippines                                                                      | 7–0     | Đông Timor |
| -------------------------------------------------------------------------------- | ------- | ---------- |
| Barcemo 10', 22' · Camcam 15', 32' · Castaneda 43' · Metillo 68' · Dimaandal 80' | Báo cáo |            |

| Singapore | 1–2     | Guam                       |
| --------- | ------- | -------------------------- |
| Jamil 5'  | Báo cáo | Martinez 28' · Iriarte 52' |

| Singapore                                                 | 6–0     | Đông Timor |
| --------------------------------------------------------- | ------- | ---------- |
| Fraij 3', 64' · Ishak 31', 35' · Rosielin 50' · Azhar 89' | Báo cáo |            |

| Việt Nam                                     | 3–0     | Philippines |
| -------------------------------------------- | ------- | ----------- |
| Chương Thị Kiều 45' · Lê Hoài Lương 69', 87' | Báo cáo |             |

| Guam | 0–5     | Việt Nam                                                               |
| ---- | ------- | ---------------------------------------------------------------------- |
|      | Báo cáo | Phan Thị Trang 33', 70', 78' · Lê Hoài Lương 54' · Chương Thị Kiều 82' |

| Philippines                | 2–0     | Singapore |
| -------------------------- | ------- | --------- |
| Castaneda 66' · Camcam 75' | Báo cáo |           |

### Bảng B
Diễn ra tại Jordan. Bahrain và Uzbekistan rút lui trước giải.
| Đội    | Tr | T | H | B | BT | BB | HS | Đ |
| ------ | -- | - | - | - | -- | -- | -- | - |
| Iran   | 2  | 1 | 1 | 0 | 4  | 1  | +3 | 4 |
| Jordan | 2  | 1 | 1 | 0 | 4  | 1  | +3 | 4 |
| Ấn Độ  | 2  | 0 | 0 | 2 | 0  | 6  | −6 | 0 |

| Jordan                         | 3–0     | Ấn Độ |
| ------------------------------ | ------- | ----- |
| Alnaber 27', 85' · Sweilem 81' | Báo cáo |       |

| Iran                                | 3–0     | Ấn Độ |
| ----------------------------------- | ------- | ----- |
| Fatemeh 35', 45' · Taherkhani 90+2' | Báo cáo |       |

| Jordan            | 1–1     | Iran                                          |
| ----------------- | ------- | --------------------------------------------- |
| Al-Naber 55'      | Báo cáo | Aynaz 71'                                     |
| Loạt sút luân lưu |         |                                               |
| Hina · Al Waqfi   | 2–4     | Yasaman · Zohrabinia · Ardestani · Taherkhani |

Do Jordan và Iran bằng nhau về chỉ số phụ, hai đội bước vào loạt luân lưu 11m sau khi 90 phút kết thúc. Iran chiến thắng và lọt vào vòng hai.

## Vòng hai
Các trận đấu diễn ra ở Băng Cốc, Thái Lan.
| Đội               | Tr | T | H | B | BT | BB | HS  | Đ |
| ----------------- | -- | - | - | - | -- | -- | --- | - |
| Thái Lan          | 4  | 3 | 0 | 1 | 9  | 7  | +2  | 9 |
| Myanmar           | 4  | 3 | 0 | 1 | 11 | 2  | +9  | 9 |
| Đài Bắc Trung Hoa | 4  | 2 | 1 | 1 | 10 | 8  | +2  | 7 |
| Việt Nam          | 4  | 1 | 1 | 2 | 8  | 11 | −3  | 4 |
| Iran              | 4  | 0 | 0 | 4 | 3  | 13 | −10 | 0 |

Thái Lan xếp trên Myanmar nhờ thành tích đối đầu.
| Đài Bắc Trung Hoa | 0–3     | Myanmar                                 |
| ----------------- | ------- | --------------------------------------- |
|                   | Báo cáo | Nilar Win 19', 90+1' · May Thu Kyaw 89' |

| Iran                       | 2–4     | Việt Nam                                                             |
| -------------------------- | ------- | -------------------------------------------------------------------- |
| Behnaz Taherkhani 85', 87' | Báo cáo | Lê Hoài Lương 45+1', 68' · Phan Thị Trang 54' · Nguyễn Diễm Hằng 86' |

| Việt Nam           | 1–3     | Thái Lan                                               |
| ------------------ | ------- | ------------------------------------------------------ |
| Phan Thị Trang 81' | Báo cáo | Alisa Rukpinij 18' (ph.đ.) · Oraya Sridarak 45+1', 63' |

| Iran | 0–3     | Đài Bắc Trung Hoa                                  |
| ---- | ------- | -------------------------------------------------- |
|      | Báo cáo | Tuan Yu-Jou 18' · Su Sin-Yun 23' · Lin Hui-Wen 37' |

| Thái Lan                            | 2–1     | Iran           |
| ----------------------------------- | ------- | -------------- |
| Rukpinij 22' (ph.đ.) · Sridarak 78' | Báo cáo | Zohrabinia 80' |

| Myanmar                                 | 3–0     | Việt Nam |
| --------------------------------------- | ------- | -------- |
| May Thu Kyaw 53', 64' · Aye Aye Moe 67' | Báo cáo |          |

| Myanmar                                                                    | 4–0     | Iran |
| -------------------------------------------------------------------------- | ------- | ---- |
| May Thu Kyaw 26' · Nilar Win 45+6' · Aye Aye Moe 51' · Win Theingi Tun 54' | Báo cáo |      |

| Đài Bắc Trung Hoa                                          | 4–2     | Thái Lan                |
| ---------------------------------------------------------- | ------- | ----------------------- |
| Lo Tien-Yu 24' · Lin Hui-Wen 50' · Jhang Wei-Ling 69', 84' | Báo cáo | Oraya Sridarak 57', 71' |

| Việt Nam                                         | 3–3     | Đài Bắc Trung Hoa                                   |
| ------------------------------------------------ | ------- | --------------------------------------------------- |
| Lê Hoài Lương 26', 85' · Nguyễn Thị Thảo Anh 30' | Báo cáo | Lin Hui-Wen 19' · Chen Yen-Han 21' · Lo Tien-Yu 72' |

| Thái Lan                                   | 2–1     | Myanmar          |
| ------------------------------------------ | ------- | ---------------- |
| Orapin Waenngoen 24' · Jutarat Innurag 81' | Báo cáo | May Thu Kyaw 32' |